# Hemerobius nitidulus
Hemerobius nitidulus är en insektsart som beskrevs av Fabricius 1777. Hemerobius nitidulus ingår i släktet Hemerobius och familjen florsländor. Arten är reproducerande i Sverige. Inga underarter finns listade i Catalogue of Life.